# Hoplitis sordida
Hoplitis sordida là một loài Hymenoptera trong họ Megachilidae. Loài này được Benoist mô tả khoa học năm 1929.